# Albesa
Albesa – gmina w Hiszpanii, w prowincji Lleida, w Katalonii, o powierzchni 37,46 km². W 2011 roku gmina liczyła 1652 mieszkańców.